# Diciclopentadiene
Il diciclopentadiene, abbreviato DCPD, è un composto chimico con formula C10H12. A temperatura ambiente, è un solido bianco cristallino con un odore simile alla canfora. Il diciclopentadiene è prodotto in quantità significative nella preparazione dell'etilene mediante steam cracking di nafta e olio combustibile. L'uso principale è nelle resine, in particolare nelle resine poliesteri insature. Inoltre è utilizzato negli inchiostri, adesivi e vernici. È anche un tipo di combustibile ad alta energia: la sua densità energetica è di 10.975 Wh/L. 

## Reattività
A temperature superiori a 150 °C il diciclopentadiene subisce una retro-reazione di Diels-Alder producendo ciclopentadiene (CPD), un ligando molto comune in chimica (in)organica. La reazione è reversibile e il ciclopentadiene a temperatura ambiente dimerizza lentamente a diciclopentadiene.
L'idrogenazione del diciclopentadiene produce endo-tetraidrodiciclopentadiene che per reazione catalitica su cloruro di alluminio ad elevata temperatura si trasforma in adamantano.
Il diciclopentadiene è utilizzato come monomero in reazioni di polimerizzazione, ad esempio come copolimero con l'etilene o lo stirene utilizzando unicamente il doppio legame del norbornene.
Il polidiciclopentadiene (PDCPD) è il suo omopolimero.